# Надмірна похибка

Надмірна похибка - це похибка вимірювання, яка істотно перевищує очікувану за даних умовах похибку.
Результати, що містять надмірну похибку, називаються промахами. Такі результати повинні виявлятися та вилучатися.

## Причини виникнення надмірних похибок
Основними причинами виникнення надмірних похибок:
- приховані метрологічні відмови;
- різка раптова зміна зовнішніх впливних величин (температури, напруженості електричних чи магнітних полів тощо);
- неправильні дії оператора чи помилки при реєстрації результатів вимірювань;
- вібрації;
- стрибок напруги в мережі живлення вимірювального приладу тощо.

## Виявлення промахів
Виявлення промахів залежить від причин їх виникнення. Промахи, які породжені систематичними чинниками, постійними для всіх результатів однієї серії вимірювань, не можуть бути виявлені в рамках цієї серії жодними математичними методами. Промахи, зумовлені випадковими причинами, можуть бути виявлені статистичними методами, оскільки наявність промахів призводить до їх несумісності з іншими результатами серії вимірювань. Якщо в рамках серії вимірювань промахами є один чи кілька результатів, число яких невелике в порівнянні з обсягом серії, такі промахи можуть бути виявлені відомими статистичними методами з використанням числових оцінок параметрів закону розподілу результатів, розрахованих за цими результатами. Так, у випадку нормального розподілу часто застосовується правило "трьох сигм". Як відомо, для вказаного розподілу будь-яке значення з ймовірністю 0,9973 не може відрізнятися від середнього більше, ніж на 3 стандартних відхилення. Отже, ті із результатів, відхилення яких від середнього перевищує 3 стандартних відхилення, оцінених за результатами цієї ж серії, вважають промахами.